# Otto-Pankok-Stiftung
Die im Jahre 1968 gegründete Otto Pankok-Stiftung ist dem künstlerischen Lebenswerk des Zeichners, Grafikers und Bildhauers Otto Pankok (1893–1966) gewidmet. Stiftungszweck ist das Werk des Künstlers zu erhalten, zu pflegen und zugänglich zu machen. Dazu dienen die Ausstellung im Otto-Pankok-Museum im Haus Esselt und das zeitweilige Ausleihen seiner Werke an Museen.
Die Stiftung ist -wie die Otto-Pankok-Gesellschaft und die Museumsleitung des Otto-Pankok-Museums auch- im denkmalgeschützten Haus Esselt in Hünxe am Niederrhein beheimatet. Der Künstler lebte dort mit seiner Familie nach seiner Emeritierung von 1958 bis zu seinem Tod 1966.
Pankoks Frau Hulda und seine Tochter Eva gründeten 1968 nach dem Tod des Künstlers die Otto-Pankok-Stiftung mit dem Ziel, sein Lebenswerk und seine Erinnerungen zu erhalten.
Solange Otto Pankoks Frau Hulda († 1985) und seine Tochter Eva († 2016) leitend auf Haus Esselt tätig waren, galt die Otto-Pankok-Stiftung eher als ruhend. Doch mit zunehmendem Alter übergab Eva Pankok der Stiftung immer mehr verantwortliche Aufgaben. Die Stiftung kümmerte sich um eine neue Fassung der Satzung und um die finanzielle Sicherung für die Sanierung der Gebäude.
Auch intensivierte sich die Zusammenarbeit der Otto-Pankok-Gesellschaft mit der Stiftung, die inhaltlich eine Wende erfuhr durch die Schaffung einer geförderten Stelle „Geschäftsführende Museumsleitung“.
So verfolgt die Otto-Pankok-Stiftung heute gemeinsam oder in Absprache mit der Gesellschaft und der Museumsleitung ihre Ziele und Aufgaben.